# ウイングガンダムゼロ
ウイングガンダムゼロ /  ウイングガンダム0は、1995年に放送されたテレビアニメ『新機動戦記ガンダムW』に登場する架空の兵器。有人操縦式の人型ロボット兵器「モビルスーツ」 (MS) のひとつ。略称は「ウイングゼロ」および「ゼロ」。
作中の年代である「アフターコロニー」 (A.C.) 史上初のガンダムタイプMSで、「ウイングガンダム」に次ぐ番組後半の主役機。作中最強のMSの1機であり、パイロットの生命に危険をもたらすインターフェイス「ゼロシステム」と強力な武装を装備している。作中ではカトル・ラバーバ・ウィナーをはじめとする多くの主要人物たちによって乗り継がれ、最終的に主人公・ヒイロ・ユイの搭乗機となる。
テレビアニメ終了後に発表されたOVAおよび劇場用アニメ『新機動戦記ガンダムW Endless Waltz』（以下、『EW』）では、デザインや一部設定を大幅に改変した「EW版」として登場。また『EW』を源流とする漫画『新機動戦記ガンダムW Endless Waltz 敗者たちの栄光』（以下、『敗栄』）、および小説『新機動戦記ガンダムW Frozen Teardrop』（以下、『FT』）では、テレビアニメのデザインをもとにした原型機「ウイングガンダムプロトゼロ」が登場する。いずれも詳細は後述。
本項では、外伝作品『新機動戦記ガンダムW〜ティエルの衝動〜』などに登場する各派生機の解説もおこなう。

## デザイン
ウイングゼロには大きく二通りのデザインが存在し、最初に発表されたテレビアニメ版はほかのガンダムのデザインも担当した大河原邦男、後年に発表されたEW版はテレビアニメで敵勢力「OZ（オズ）」のメカデザインを担当したカトキハジメがそれぞれ担当している。この二種類のウイングゼロは、外見こそ違うが設定上は同一の機体とされている。カトキいわく、「こうしたデザイン違いは『EW』がテレビ版のカーテンコールであるという位置付けから、ファンサービスを充実させた結果である」とし、「テレビ版に対するパラレルワールド的な要素としてのものである」と説明している。
ちなみに「GUNDAM PERFECT MISSION」においては、テレビ版とEW版が同時に登場し、ガンダムXとともに、落下するコロニーに向かってツインバスターライフルを発射する。ラストカットにおいても双方が登場する。

## 設定解説
A.C.180年ごろ、トールギスを開発した6人の科学者たちが、コストと実用性を度外視し、性能のみを追求し設計した機体。のちにOZを出奔した科学者たちがそれぞれ開発した5機のガンダムの原型機でもある。
トールギス複数機分の基本性能を持たせた上で更に冗長した人間には操縦できないという欠点を克服とすべく、パイロット自身の能力を機体に追従させる新型インターフェイス「ゼロシステム」を採用している。機体構造も一新され、装甲材にガンダニュウム合金を採用することで、圧倒的な耐衝撃性と耐熱性を獲得している。また、「ガンダム」のコードネームはこのガンダニュウム合金に由来している。背部には機体名称の由来となる翼型スラスターを採用。加えて、コロニーをも破壊可能な威力をもつ「ツインバスターライフル」の採用により、単機での制圧戦や一撃離脱戦法を可能としている。
しかし、ゼロシステムにはパイロットの身体と精神に深刻な障害を与えるという問題があり、機体自体の破壊係数の高さもあって科学者たちは実機を製造することなく設計データを封印した。それから15年後のA.C.195年、自身を裏切ったコロニー勢力に憤慨したカトルが、当時の開発スタッフであるH教授が残した設計図をもとに製造する。尚、本機を元にして5人の科学者それぞれがガンダムを開発するが、そのうちドクターJの開発したウイングガンダムが最も本機のコンセプトを強く反映している。

### ゼロシステム
人体と精神の不安定さを解決するために導入された操縦インターフェイス。正式名称の「Zoning and Emotional Range Omitted System」（直訳すると「領域化および情動域欠落化装置」）のバクロニムからゼロシステム (Z.E.R.O.System)と呼ばれる。
システムが分析・予測した戦況の推移と対処法、それによって起こり得る結果をパイロットの脳に直接伝達し、勝利のために取るべき行動をパイロットに強制的に提示する。コックピット内の高性能フィードバック機器によって脳内の各生体作用をスキャン後、神経伝達物質の分泌量をコントロールすることで、急加減速・急旋回時の衝撃や加重などの刺激情報の伝達を緩和あるいは欺瞞し、通常のパイロットでは操縦し得ない状況下での機体制御を可能とする。
しかし、ゼロシステムが提示する行動とは基本的に単機での勝利を目的としたもので、ときには味方やパイロット自身の犠牲という非人道的な行動を強制し、パイロットに多大な精神的負荷をかける。そのため、このシステムを使いこなすには、自身の感情をコントロールし、かつシステムの命令を押さえ込むだけの強靭な精神力が要求される。
本機のコックピットもゼロシステムに対応した構造を有し、コンソールには周囲の敵を立体的に捕捉可能な球状の3次元レーダーディスプレイ、複数の機体を判別するサブモニターとデータディスプレイが設置されている。メインモニターは、後継の5機とは異なり全天周囲モニターが採用されたが、実際に周囲の風景を映した描写は少なく、ターゲットマーカーだけを表示させて周囲の風景は非表示（ブラックアウト）させた状態で運用する場面が多かった。ゼロシステム発動時は、メインモニター全体が黄色く発光する。
テレビ版の1年後の戦いである『EW』まで、このシステムを用いて戦い抜くのはヒイロ・ユイのみである。
システムが予測・選択した行動をパイロットに強制するという特徴から、作中ではウイングゼロがパイロットの進むべき指針を見せるという描写がされている。ヒイロ以外の4人のガンダムパイロットおよびゼクス・マーキスもこの機体に搭乗しシステムを体験、おのおのの未来を垣間見る。また、カトルは一度だけガンダムサンドロックにシステムのコピーを搭載し、広域の集団戦闘における戦況分析と把握のためのサポートシステムとして利用する。

## ウイングガンダムゼロ（テレビアニメ版）
デザインした大河原は自著において、「羽根や脚部の可変機構はスポンサーから提案されたもので、頭部には鋭角な悪のイメージも取り入れた」と語っている。
作中設定では「地球上での活動を重視した5機に対し、宇宙戦闘に特化した機体として設計された」とされる。背部には翼型の2枚の開閉式カバーを備えたスラスターユニット2基を装備し、展開時は大気圏内での浮力も向上する。肩部には開閉式のショルダーバーニアを備え、姿勢制御能力を高めている。胸部左右のエアダクトは、防御力の低下を避けるために、必要時のみカバーを開閉させる方式を採用している。当初は機体を製造したカトルが運用していたが、製造段階からヒイロが正パイロットになることを想定していた、とする資料も存在する。

### ネオバード形態
おもに敵拠点までの移動に用いられる高速巡航形態。各部バーニアのベクトルを集中させることで大推力を発生させ、トールギスをも上回る加速性能を発揮する。変形は背部の翼型カバーを水平に展開させ、頭部・下半身を180度回転、両膝・肩アーマーを折り畳み、足首収納と同時に土踏まずのゼロバーニアを露出、フロントスカートとサイドアーマーを副翼状に起立させたあと、ウイングシールドとツインバスターライフルを背部ジョイントに接続して完了する。
劇中では当形態で初登場し、資源小惑星の管制官からはシャトルと誤認される。最終回では、地球に突入しつつあるリーブラの破片を大気圏に突入しながらツインバスターライフルで破壊し、当形態に変形して重力圏を離脱する。

### 武装(テレビアニメ版)
ツインバスターライフル
2挺のライフルを平行連結した2連装型バスターライフル。その威力はウイングガンダムのバスターライフルの2倍以上に達する。ウイングガンダムのバスターライフルはカートリッジ方式を採用したことで最大出力で3発のみの射撃に制限されているが、ツインバスターライフルの場合は機体ジェネレーターから直接供給する方式が採用され、最大出力ではスペースコロニーを一撃で破壊可能なほどの威力をもつ。2挺に分割して別方向へ同時射撃を行ったり、連射も可能。機体全長近い長砲身ゆえに取り回しは通常のビームライフルより劣るため、強敵との戦いでは叩き落されたり絡め取られ使用不能に陥る場面もある。
バードモードでも使用可能で、ネオバード形態時には、分割した状態でシールドの左右に固定される。(テレビアニメ劇中では、MS形態時にシールドの先端に取り付けて携行・射撃をおこなう場面がある。)
なお、ときた洸一による漫画版では、デスサイズヘル、サンドロック改、ヘビーアームズ改、アルトロン、エピオンの5機のエネルギーを上乗せした砲撃でリーブラを破壊する。
ビームサーベル
接近戦用の斬撃武装。肩部アーマーの開閉式カバー内に収納されており、抜刀から攻撃への動作がスムーズにおこなえるようになっている。ガンダニュウム合金製の部材を用いており、通常のものより威力、耐久性能、機能が格段に向上している。
柄の色はグレー（立体物各種では白にされている）。
マシンキャノン
両肩に内蔵された4連式大型機関砲で、後継のガンダムに継承された武装の一種。量産機の小部隊であれば、これのみで壊滅可能な威力をもつ。装甲の脆弱化を防ぐために、バレルを回転させて機内に収納する方式を採用している。
ウイングシールド
戦艦の主砲を防ぐ特殊ビームコーティングが施された、ガンダニュウム合金製の盾。先端部には伸縮機構が採用されており、防弾面積を増やしたり、リーオーの頭部程度なら破壊可能な接近戦用武器として機能する。さらに、受けた熱を瞬時に逃がす放熱機構も兼ねている。
ウイングバルカン
ウイングのスラスター基部先端に内蔵された機関砲。おもにネオバード形態で使用され、エアリーズの頭部を撃ち抜くほどの威力をもつ。
後年に発売された書籍やプラモデルの解説では、「シールドの両側に内蔵されている」と記述されている。

### 劇中での活躍(テレビアニメ版)
父親の死を目の当たりにしたカトルが、家族を死に追いやったコロニーの人々と、宇宙に存在する武器を憎悪し、ウィナー家の資産を投じて製造する。しかし、搭乗したカトルはゼロシステムに精神を侵され、OZに潜入中で迎撃にあたったメリクリウスに乗るヒイロとヴァイエイトに乗るトロワ・バートンと対峙、ヴァイエイトを全壊させる。その結果、ようやくゼロシステムから解放されたカトルは、ヒイロとともにOZに拘束される。月面基地で、ゼロシステムの実験台となり暴走したヒイロを止めるべく、カトルはメリクリウスを自爆させてウイングゼロの破壊を試みるが失敗する。
その後、機体を回収したOZの技術士官トラント・クラークによって稼働実験がおこなわれるが、やがてゼロシステムによって暴走したトラントはデュオ・マックスウェルが搭乗するガンダムデスサイズヘルとの戦いで自滅し、機体はそのまま宇宙を漂流する。
のちに機体を発見したOZ部隊によって爆破処理されようとするが、そこをゼクスが襲撃する。ゼクスは大破したトールギスを放棄し、無人である本機に乗り込み自身の乗機とした。その後、サンクキングダムへと降下し、ヒイロが搭乗するガンダムエピオンと交戦するが、ゼロシステムの相互干渉によるエラーで2機とも行動不能になる。機体から降りた二人は互いの機体を交換する。
最終決戦ではゼクスが搭乗するエピオンとの激闘の末に勝利。地球へ落下するリーブラの破片を先行し、大気圏に背中から突入する体勢でツインバスターライフルを発射・消滅に成功。ボンボン版では、エピオンを含むガンダム6機分のエネルギーを集中したツインバスターライフルの砲撃でリーブラそのものを破壊する。
小説版では戦後、平和の象徴として、L4コロニーに祀られる。

### バリエーション(テレビアニメ版)

#### ウイングガンダムゼロ[森林迷彩型]
カードダス『ガンダムコンバット』に登場。緑を基調とした機体色に塗装されているほか、バックパックに2門のガトリングを装備しているなど通常のウイングゼロと差違がある。

#### ウイングガンダムゼロ[高機動型]
カードダス『ガンダムコンバット』に登場。白を基調とした機体色に塗装されているほか、背部のスラスターユニットを取り外して大型のフライトユニットを装備しており、飛行形態「メガバードモード」に変形することもできるなど、通常のウイングゼロと差違がある。

#### ウイングガンダムゼロ[海中型]
カードダス『ガンダムコンバット』に登場。水色と黒を基調とした機体色に塗装されているほか、潜水艦モードへの変形ができるなど、通常のウイングゼロと差違がある。

#### ウイングガンダムゼロ炎
『ガンダムビルドファイターズ』外伝作品『ガンダムビルドファイターズ炎』、続編『ガンダムビルドファイターズ炎 トライ』に登場。コウエン・ユウセイが操縦。赤を基調としたカラーリングで、オレンジ色のクリアパーツ「炎クリスタル」が各所に配置され、「燃え上がる炎」をイメージしている。格闘戦用武装「ハイパーカレトヴルッフ」などを装備している。

#### ウイングガンダムゼロフレイムフェーダー
『ガンダムビルドファイターズ トライ』外伝作品『ガンダムビルドファイターズ炎 トライ』に登場。ソウマ・ツバサが操縦。上記のウイングガンダムゼロ炎の複製だが、頭部アンテナやフェイス形状が変更されている他、EW版ゼロのウイングバインダーを彷彿とさせる大剣「フェザーブレイド」を装備している。

#### ウイングガンダムスカイゼロ
ショートアニメ『ガンダムブレイカー バトローグ』に登場。カラーリングのみの色違い機体で、緑色に近いスカイブルーを基調として塗装されている。劇中では機動戦士Zガンダムのフォウ・ムラサメのAIデータがパイロットとなっている。ネオバード形態で陸戦型ガンダム（市街地戦仕様）を搭乗させるサブフライトシステムとしての役割も担っている。

## ウイングガンダムゼロ（Endless Waltz版）
機体色は、テレビ版よりも赤の割合を減らした白青のツートンに近い配色。兵器的な無骨さをもつテレビ版とは対照的に、天使を髣髴とさせる4枚の翼、甲冑的な意匠を取り入れた本体部と、よりキャラクター性を重視したスマートなデザインとなっている。カトキによれば、テレビ版のデザインはあまり羽根らしいシルエットではなく、一部の女性視聴者から「虫みたい」などと評されるものであったことから、「ウイング」という名に決着をつけることも意図されたという。テレビ版のネオバード形態への変形機構は廃止され、武装も一部省略されている。また、惑星間航行用ブースターを装着することも可能。
『敗栄』『FT』では、後述の「プロトゼロ」の改修機と設定され、映像版にはない機構として、ゼロシステム起動時に、頭部の耳部分が開き羽状のセンサーユニットらしきものが展開し、胸部サーチアイ下部の装甲がスライド展開するギミックが追加されている。プロトゼロがゼロシステムによって暴走したトラントの手で自爆・大破したのち、デュオの協力を得たハワードが、同じく大破したゼクスのトールギスF（フリューゲル）とともに回収。ゼロシステムが提示した改修案をもとに、トールギスFに装着されていたウイングバインダーのデータをもとにした改良・発展型とウイングガンダム（EW版）の外装を組み合わせた当機体へと変貌する。下記のネオバード形態の設定が追加された際に、胸部のデザインがプロトゼロの形状とラインを取り入れたものへと変更され、シールドも新規にデザインされている。『敗栄』ではゼロシステム起動時に頭部の耳に当たる部分が展開し羽状のパーツが現れると共にコクピットハッチ下部が下方向にスライドするなど、システム起動が視覚的にわかるギミックが追加されている。
コックピットの位置は、映像版ではテレビ版と同じく腹部であるが、『敗栄』では、マスターグレード版プラモデルに合わせて胸部（サーチアイの後部）に変更されている。
名称の扱い
OVA当時から、アニメ記事においては（エンドレスワルツにおける）「ウイングガンダム0(ゼロ)」と記述されていた。一方で、OVA発売と同時期に販売されたEW版デザインの1/100HG、パーフェクトグレード  (PG)などのプラモデルでは「ウイングガンダムゼロカスタム」という名称で販売された。これは商品名を変えることによって消費者の混乱を避けるため、および商品登録にてテレビ版との混同を避けるための策である。これは一部のテレビゲームに登場した際も同様であった。しかし、2004年以降に販売されたプラモデルの商品名は「ウイングガンダムゼロ（エンドレスワルツ版）」となり、2014年発売のリアルグレード版では「ウイングガンダムゼロ EW」となっている。現在の各メディアにおける表記はEW版のみ機体名の後ろに（EW版）などの表記を付け、無表記の場合はテレビ版を指すということで統一されている。
スーパーロボット大戦シリーズでは、『第2次スーパーロボット大戦α』までは「カスタム」と付いていたが、『第3次スーパーロボット大戦α』からは「ウイングガンダムゼロ」と表記されている。SDガンダム GGENERATIONシリーズでは、2005年5月に発売された『DS』ではゲーム中では「Wゼロ (EW)」となっていたが、、2006年8月に発売された『PORTABLE』ではゲーム中でも「カスタム」のままである。2009年8月6日に発売された『WARS』以降の作品では「Wガンダムゼロ(EW)」と再び変更されている。2009年12月3日に発売された『機動戦士ガンダム ガンダムVS.ガンダムNEXT PLUS』では「ウイングガンダムゼロカスタム」の名称であるが、こちらはプレイ中機体の名称が略されるうえ、テレビ版デザインの機体も存在するので区別しやすくするためにカスタムの名称が使われている（ゲーム内でテレビ版はウイングゼロ、EW版はゼロカスタムと略される）。しかし2012年4月5日に稼動した同じくテレビ版とEW版が揃って登場する次々回作のEXVS.FBでは「ウイングガンダムゼロ（EW版）」の名称が使用されている（略称はともにウイングゼロだがEW版には（EW版）と付いている）。
これまで3Dアクションゲームでテレビ版デザイン機とEW版デザイン機が揃うことはなかったが、先述のVS.シリーズのNEXT PLUSで初めて2機の登場が実現し、W系のキャラクターからは2機とも同一機あつかいされる（ヒイロを含むテレビ版の機体に搭乗するキャラクターがEW版ゼロを見てもウイングゼロと認識し、逆もしかりである。しかし他作品のキャラクターからは2機とも若干違うあつかいを受ける）。

### ウイングバインダー
背部フレームを介して接続された、2枚2対のスラスター内蔵型ウイングユニット。「ウイングバインダー」の呼称は「新機動戦記ガンダムW MSエンサイクロペディア」によるもの。1対は自在に開閉・移動ができる可動式の主翼2枚、もう1対は翼自体の面積が可変する副翼2枚で構成されており、機能的には推進器として特化している。この主翼は地上では文字どおり翼として、宇宙空間ではAMBAC作動肢として機能し、機体にトールギスを遥かにしのぐ大推力と機動性、運動性を与える。大気圏突入時は主翼全体で機体を覆う「大気圏突入形態」をとり、摩擦熱から機体を保護する。主翼を2枚喪失したとしても、飛行能力が損なわれることはない。この翼はフラクタルフェザーレイヤーストラクチャー（自己相似形状羽根積層構造）と呼ばれるナノサイズの部材の集合体となっており、放熱・衝撃発生時に部材を羽毛のように剥離させ、再編成する機能を持つ。さらには砲発射時の反動相殺にも寄与する。劇中ではカトキの提案により、荒唐無稽に見えてもあまり機械らしい動きはさせず、しなやかに羽ばたき羽毛を散らしながら飛ぶ演出がなされた。シールドとしての機能も持ち、『敗栄』作中では、ビルゴのビームキャノンに耐える程の防御力を見せる。

### ゼロフレーム
武器と最終装甲・プロペラント以外の全機能を完備しており、短時間であればこの状態での稼動も可能である。同時に、装甲などの外殻にも依存していたMSの構造応力をフレームそのものだけでまかなうことに成功した。これは、装甲と内部構造の完璧な分離に成功したということでもある。つまり、既存のOZ製のMSのように、外装の損壊によって稼動不良に陥ることがなく、全装甲の90パーセントを喪失しても戦闘を継続でき、このフレームにより人間と同等の可動範囲を持つ。このゼロフレームの時点で、ウイングゼロはすでにトールギスの性能を凌駕しいることはおろか、さらにトールギスもう1機分以上の性能を持つに至っている。このゼロフレームによって培われた機構のノウハウはのちにシェンロンガンダムやアルトロンガンダムに装備される「ドラゴンハング」の技術的な礎となっている。

### 大気圏突入モード
OVAおよび映画の『EW』に使用するシーンがある。二対のウイングユニットを機体前面に覆うことで、大気圏外から単騎で大気圏に突入しピンポイントで目的地に到達できる。ウイングユニットは大気の摩擦熱から機体を保護する。

### ネオバード形態（EW版）
漫画『敗栄』のみ登場。プロトゼロからの改修時に一度変形機能が失われるが、作中終盤に変形機構の復元に伴い新造されたシールドが追加され復活するという流れになっている。本体の変形機構はウイングガンダム（EW版）を踏襲しつつ、主翼を大気圏内突入形態と同位置とした宇宙戦形態と、主翼を水平に展開した大気圏内形態の二つの形態をもつ。メッサーツバークを装着した状態での運用も可能。

### ZEROモード
完成品フィギュア「G.F.F.M.C」オリジナルギミック。ゼロシステム起動時に頭部および機体各部の装甲を展開し、強制放熱を行う。

### 武装（EW版）
ツインバスターライフル
テレビ版と同じ分割機構をもつが、銃身上部にサイトセンサーが追加され、より長大で無骨なデザインに変更されている。分割時はグリップ前方にあるブロック状のパーツが連結面側に折り畳まれるギミックをもつ。非使用時は分割した状態で左右のウイングに収納される（『敗栄』作中では折り畳まず収納するが、2020年11月に発売されたMG Ver.Kaプラモデルでは、砲身を折り畳んで収納する新解釈が取り入れられた）。2門の砲身を連結した場合、巨大なスペースコロニーを一撃で破壊可能なエネルギー係数をもつ。
EW版の設定では「機体本体のもつ最大内蔵エネルギーはコロニー破壊3回分」とされており、最大出力ではウイングガンダム同様3回程度の発射で全エネルギー分を消費する一方で、『敗栄』劇中では5発以上の最大発射後に戦闘を継続するほか、反動の問題から3発までしか発射できないとした資料も存在する。また、「テレビ版よりもパワーアップしている」とする資料もある。『EW』劇中ではアルトロンガンダムとの戦闘、大気圏突入を行いながらの戦闘と海面への着水、シェルターに向けての精密射撃時にサーペント部隊の猛攻によるダメージなどが原因で、3射以上の発射に耐えられず爆散する。
ネオバード形態への変形機構が追加された『敗栄』では、テレビ版と同様に機首となるシールドの両側に分割して装着される。また、同作ではネオバード形態、MS形態の双方で一度の出撃のうち、ノーマル状態のこの装備を計7発使用する場面がある。
プロトゼロのライフルは、テレビ版を参考にしつつさらに大型化されている。
ビームサーベル
収納場所が両副翼基部のウイングアーム内に変更されている。柄の色はテレビ版と同様にグレー（こちらも立体物各種では白にされている）。エネルギー供給システムの改良によって、大幅な高出力化を実現している。
マシンキャノン
テレビ版と同様だが、こちらは単純にカバーを開閉する方式となっている。ゼロシステムの作動中は、パイロットの思考のみで操作することもできる。
ウイングシールド
漫画『敗栄』のみ登場し、OVAおよび映画の『EW』では変形機構がないこともあり未装備である。プロトゼロからの改修に遅れて追加装備されたことで変形機構が復活する。形状はテレビ版に似ているが、こちらは青を基調とした配色となっている。半完成品のプラモデル『ハイレゾリューションモデル』では、垂直翼や斜めに取り付けられたカナード翼などのアレンジがなされている。後述のメッサーツバークの装着も可能で「シールドツバーク」と呼ばれる。両サイドに3基ずつ装着する。
メッサーツバーク
漫画『敗栄』と小説『FT』に登場。単体でライフルとして使用するほか、ツインバスターライフルやシールドの強化ユニットとしても機能する。改修前（プロトゼロ）と後の両方のライフルに装着可能。通常は3基を銃身に装着した「ドライツバークバスター」として運用される。
『敗栄』作中では、ヒイロが強度の劣るレプリカをみずから製作し、ウイングガンダム（EW版）のバスターライフルに装着して使用する。最終局面のリーブラ破壊任務では、6基を同時装着した「ドライツバークバスター・ドッペルト」として使用される。ドッペルトのその威力は月の形状を大きく変えるほどであったことが『FT』で語られる。

### 劇中での活躍(EW版)
Endless Waltz
マリーメイア軍の蜂起に対抗するため、太陽に向けて廃棄されつつあったウイングゼロを金星付近の宇宙空間で受け取ったヒイロは地球に向かうが、マリーメイア軍に潜入し待ち伏せていた張五飛の乗るアルトロンガンダムと交戦し、その最中に地球に降下、交戦の末ヒイロは戦闘を放棄し一度海に沈む。しかし、マリーメイア軍の本拠地ブリュッセル大統領府上空に現れ、大統領府を覆う対核シェルターをツインバスターライフルによる3連続同地点射撃により崩壊させる。しかし、アルトロンガンダムとの戦闘によるダメージや、シェルターへの精密射撃間に回避行動を取れずサーペント部隊の集中砲火を浴び続け、最終的に蓄積したダメージとツインバスターライフルの最大出力による連射反動に耐え切れず爆散する。
他作品での活躍
『新機動戦記ガンダムW BATTLEFIELD OF PACIFIST』にも登場し、ビクター・ゲインツの搭乗するスコーピオを撃墜する。
『新機動戦記ガンダムW EPISODE ZERO』収録の後日談『PREVENTER・5』では、作業用MSを外見のみを似せたハリボテ同然のウイングゼロが登場する。
また3DCGによる短編集『GUNDAM EVOLVE../7』では、地球軌道上に建造されたコロニーキャノンを破壊するために潜入したヒイロの前に極秘裏に修復されたウイングゼロが現れる。デザインはEW版を踏襲しているが、CGモデルにはガンプラ・マスターグレード版の製作に用いられたCADデータが流用された。なおこの作品ではツインバスターライフルのほかにビルゴⅡのビームライフルを使用する。
『∀ガンダム』49話において、月光蝶の災厄を目にしたコレン・ナンダーの脳裏にウイングゼロの顔が浮かぶシーンがあるが、監督の富野由悠季の意図したものではない（ただし結果的には∀制作の元来の狙い通り、「すべてのガンダムを包括する」ことの補強となった）。実際にコレンが過去にどの「ガンダム」を目撃したのかは不明とされている。

### バリエーション（EW版）

#### ウイングガンダムプロトゼロ
『敗栄』『FT』に登場。上述のようにEW版の改修前の姿と設定されている。テレビ版準拠のデザインのため、ネオバード形態への変形機構やシールドなどの武装を有しているが、カトキの手によってウイング内部にネオバード形態用の副翼が追加されるなどのアレンジが施されている。このプロトゼロも広義には「EW版」だが、当記事では便宜上、改修後の姿のみを「EW版」と呼び区別する。
『FT』では、先行開発された試作零号機の設計をもとに2機が製造されたとされる。試作1号機は、A.C.186年ごろに6人の科学者のひとりドクターJが製造し、ヒイロの実父であるアディン・ロウがある任務で搭乗する。当時の技術では狙撃シークエンスやツインバスターライフルはまだ未完成であり、ゼロシステムも実用可能な段階ではなかった。2号機は、カトルがウィナー家に秘匿されていた零号機のデータをもとに製造し、未完成だった武装やシステムを実用レベルに引き上げた上で搭載している。カトキがデザインしたプロトゼロはこの2号機にあたる。
『敗栄』では、テレビ版と同じくH教授の設計図をもとに製造される。トラントがゼロシステムに取り込まれて暴走する経緯もテレビ版と同じだが、デスサイズヘルとの戦いはヒルデ・シュバイカー搭乗の宇宙用リーオーが加勢する場面に変更され、最終的にトラントが機体を自爆させたことをきっかけに、上述のように改修される。

#### ウイングガンダムゼロ クロークドカスタム
『ガンダムW』30周年記念として発表された新規映像『新機動戦記ガンダムW -Operation 30th-』で初登場。全身をローブで覆っており、背中に隠されたウイングと両手に保持されたツインバスターライフルが外見の特徴。

#### ウイングガンダムセラフィム
『新機動戦記ガンダムW〜ティエルの衝動〜』に登場。OZに回収されたウイングゼロのデータをもとに、一般兵用の簡易生産機として開発され、複数機が量産された戦闘攻撃MS。副翼はそのまま背中に装備されているが、大気圏突入用に使われる主翼がサイドアーマーへの収納式となっているのが特徴。武装としてツインバスターライフルの片割れとおぼしきライフルを1門だけ保持。また、「ゼロシステムVer.2.5」を搭載する。
機体名は天使の最高位階である「熾天使（セラフィム）」に由来する。ウイングが合計4枚である。パイロットはティエル・ノンブルー。

#### ガンダムルシフェル
『新機動戦記ガンダムW〜ティエルの衝動〜』に登場。セラフィム量産直前に、ゼロシステムの試験機として製造されたMS。ウイングが合計4枚である。外見上はゼロ（EW版）の副翼が主翼と同形状になったもので、戦闘を目的としない非武装機となっている。しかし、この試験機に搭載されているゼロシステムver2.0はパイロットの目的に対して出した解答を、強制的に精神へフィードバックすることで、パイロットをシステムの出した回答に洗脳する危険な欠陥プログラムで、また回答自体も極端なものであるがゆえに、これによってテストパイロットであるティエルの兄カール・ノンブルーは、みずからが発した「地球に平和をもたらすには?」という疑問に対して「人類の殲滅」という解答を導き出されたため、暴走を引き起こす。グレー基調のカラーに塗装され、全身にウェザリングやバトルダメージが施されている。

#### ニケア専用ウイングガンダムゼロ
ニンテンドーDS用ソフト『SDガンダム GGENERATION CROSS DRIVE』に登場する機体。女主人公であるニケアが終盤に乗り換えることになる機体。アイゼンラートが一時入手したオリジナルのウイングゼロを解析し、レプリカ機として開発された。外観（EW版）だけでなく武装や性能もほとんどオリジナルと変わらず、ゼロシステムをも忠実に再現している。また、ニケア自身に備わっている生体型戦術支援システム「ZEROドライブ」と、機体のゼロシステムとの併用により、さらに高度な未来予測が可能となる。

#### ウイングガンダムゼロリベリオン
スマートフォン用ゲームアプリ『スーパーロボット大戦DD』に登場。『コードギアス 反逆のルルーシュ』とのコラボ機体。「コードギアス」の主人公であるゼロ（ルルーシュ・ランペルージ）が乗る、オリジナルカラーのウイングゼロ。カラーリング設定はカトキハジメが担当している。
劇中設定では、ルルーシュの組織「黒の騎士団」に所属したヒイロから入手したウイングゼロの設計図を、敵対国ブリタニア帝国に横流しして製造された機体となっている。これは黒の騎士団がテロリストであるため、MSのような巨大な機体を製造すると所在が敵に割れるため（「コードギアス」世界のメカニック・ナイトメアフレームは、約4メートルサイズとなっている）。製造された機体をルルーシュが強奪し、「ゼロリベリオン」を付記して自身の専用機とした。
ガンダニュウム合金、ツインバスターライフル、ゼロシステムなど、オリジナルのゼロの特徴はすべて再現されている。ルルーシュはヒイロのようにゼロシステムをねじ伏せるのではなく、システムと対話し、ゼロシステムよりも有効な戦術プランを提案することで、ゼロシステムを制御している。